# العلاقات الموريتانية النيكاراغوية
العلاقات الموريتانية النيكاراغوية هي العلاقات الثنائية التي تجمع بين موريتانيا ونيكاراغوا.

## مقارنة بين البلدين
هذه مقارنة عامة ومرجعية للدولتين:
| وجه المقارنة                                              | موريتانيا                 | نيكاراغوا        |
| --------------------------------------------------------- | ------------------------- | ---------------- |
| المساحة (كم2)                                             | 1.03 مليون                | 130.38 ألف       |
| عدد السكان (نسمة)                                         | 4.42 مليون                | 6.22 مليون       |
| الكثافة السكانية (ن./كم²)                                 | 4.29                      | 47.71            |
| العاصمة                                                   | نواكشوط                   | ماناغوا          |
| اللغة الرسمية                                             | اللغة العربية، لغة فرنسية | اللغة الإسبانية  |
| العملة                                                    | أوقية موريتانية، أوقية ‏   | كوردبا نيكاراغوا |
| الناتج المحلي الإجمالي (بليون دولار)                      | 5.02 مليار                | 13.81 مليار      |
| الناتج المحلي الإجمالي (تعادل القوة الشرائية) بليون دولار |                           | 31.63 مليار      |
| الناتج المحلي الإجمالي الاسمي للفرد دولار أمريكي          |                           | 2.09 ألف         |
| الناتج المحلي الإجمالي للفرد دولار أمريكي                 | 3.91 ألف                  | 4.92 ألف         |
| مؤشر التنمية البشرية                                      | 0.506                     | 0.631            |
| رمز المكالمات الدولي                                      | +222                      | +505             |
| رمز الإنترنت                                              | .mr                       | .ni              |
| المنطقة الزمنية                                           | 00                        | 00               |

## منظمات دولية مشتركة
يشترك البلدان في عضوية مجموعة من المنظمات الدولية، منها:
| علم المنظمة | اسم المنظمة                               | تاريخ انضمام موريتانيا | تاريخ انضمام نيكاراغوا |
| ----------- | ----------------------------------------- | ---------------------- | ---------------------- |
|             | منظمة حظر الأسلحة الكيميائية              | ?                      | ?                      |
|             | البنك الدولي للإنشاء والتعمير             | 10 سبتمبر 1963         | 14 مارس 1946           |
|             | منظمة التجارة العالمية                    | 31 مايو 1995           | ?                      |
|             | المركز الدولي لتسوية المنازعات الاستشارية | 14 أكتوبر 1966         | 19 أبريل 1995          |
|             | الأمم المتحدة                             | 27 أكتوبر 1961         | 24 أكتوبر 1945         |
|             | منظمة الشرطة الجنائية الدولية             | ?                      | ?                      |
|             | وكالة ضمان الاستثمار متعدد الأطراف        | 8 سبتمبر 1992          | 12 يونيو 1992          |
|             | يونسكو                                    | 10 يناير 1962          | 22 فبراير 1952         |
|             | مؤسسة التنمية الدولية                     | 10 سبتمبر 1963         | 30 ديسمبر 1960         |
|             | مؤسسة التمويل الدولية                     | 29 ديسمبر 1967         | 20 يوليو 1956          |
|             | الاتحاد البريدي العالمي                   | ?                      | ?                      |
|             | الاتحاد الدولي للاتصالات                  | 18 أبريل 1962          | 12 مايو 1926           |

## وصلات خارجية
- موقع وزارة الخارجية النيكاراغوية